# Estadio General Pablo Rojas
Estadio General Pablo Rojas er et fodboldstadion i Barrio Obrero, Asunción, Paraguay. Det er hjemmebanen for Cerro Porteño og er opkaldt efter præsidenten Pablo Rojas. Det har en kapacitet på 32.000.
Det blev brugt under Copa América 1999, som den bane, hvor Uruguay og Colombia spillede deres kampe. Det har hverken varme i græsset eller en løberundt rundt om banen. 